# Skupina galaxií M 96
Skupina galaxií M96 (také známá jako Skupina galaxií Lev I) je skupina galaxií vzdálená přibližně 35 milionů světelných let v souhvězdí Lva. Skupina má 8 až 24 členů a patří do ní 3 Messierovy objekty. Skupina tvoří spolu s dalšími blízkými skupinami Místní nadkupu galaxií (Nadkupu galaxií v Panně)
a je jednou ze skupin nejbližších k Místní skupině galaxií.

## Členové Skupiny galaxií M96
Následující tabulka ukazuje ty členy Skupiny galaxií M96, na kterých se shodují Nearby Galaxies Catalog, Lyons Groups of Galaxies (LGG) Catalog, a tři seznamy této skupiny vytvořené při průzkumu Nearby Optical Galaxies.
| Název    | Typ       | R.A. (J2000)  | Dec. (J2000) | Rudý posuv (km/s) | Magnituda |
| -------- | --------- | ------------- | ------------ | ----------------- | --------- |
| M95      | SB(r)b    | 10h 43m 57.7s | +11°42′14″   | 778 ± 4           | 11,4      |
| M96      | SAB(rs)ab | 10h 46m 45.7s | +11°49′12″   | 897 ± 4           | 10,1      |
| M105     | E1        | 10h 47m 49.6s | +12°34′54″   | 911 ± 2           | 10,2      |
| NGC 3299 | SAB(s)dm  | 10h 36m 23.8s | +12°42′27″   | 641 ± 6           | 13,3      |
| NGC 3377 | E5,5      | 10h 47m 42.4s | +13°59′08″   | 665 ± 2           | 11,2      |
| NGC 3384 | SB(s)0    | 10h 48m 16.9s | +12°37′46″   | 704 ± 2           | 10,9      |
| NGC 3412 | SB(s)0    | 10h 50m 53.3s | +13°24′44″   | 841 ± 2           | 11,5      |
| NGC 3489 | SAB(rs)0  | 11h 00m 18.6s | +13°54′04″   | 677 ± 2           | 11,1      |
| Leo Ring | HI oblast | 10h 48m 19.0s | +12°41′21″   | 960 ± 80          |           |

## Sousední galaxie
Trojice galaxií ve Lvu (skupina M66), do které patří spirální galaxie M65, M66 a NGC 3628, se nachází fyzicky blízko Skupiny galaxií M96.
Některé studie ji ve skutečnosti považují za součást Skupiny galaxií M96. Tyto dvě skupiny mohou být oddělené části jiné mnohem větší skupiny.

## Galerie obrázků

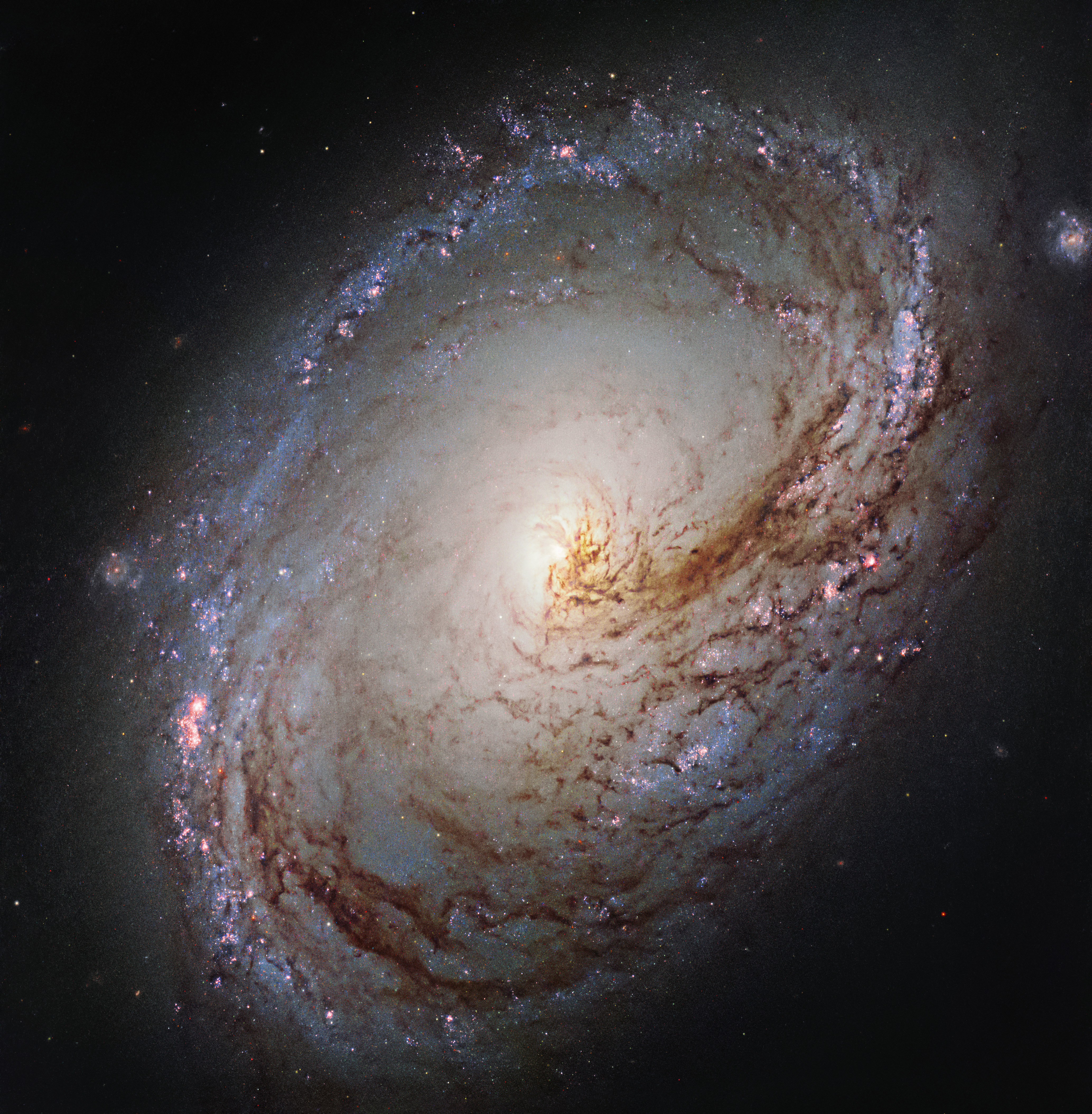
M96
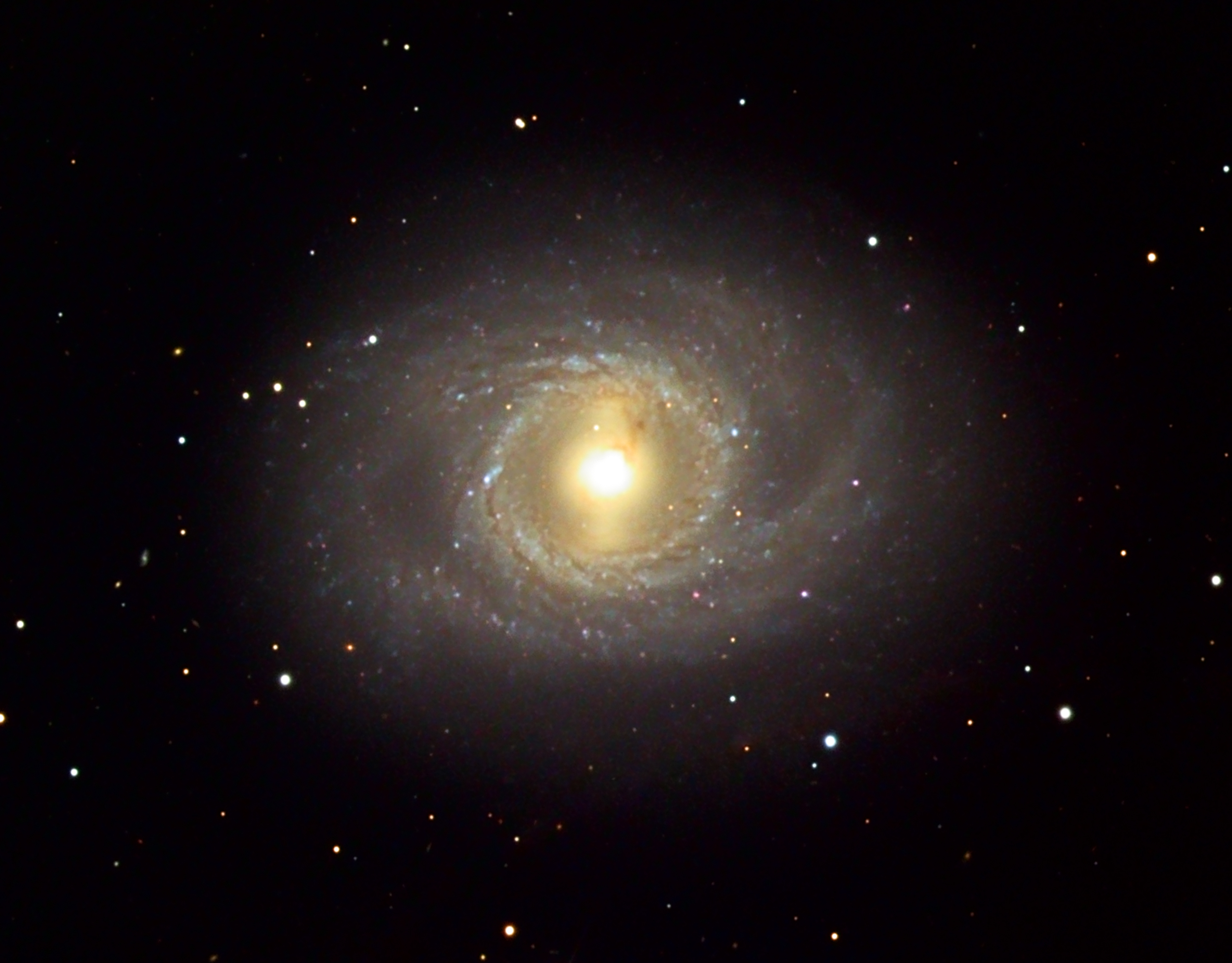
M95
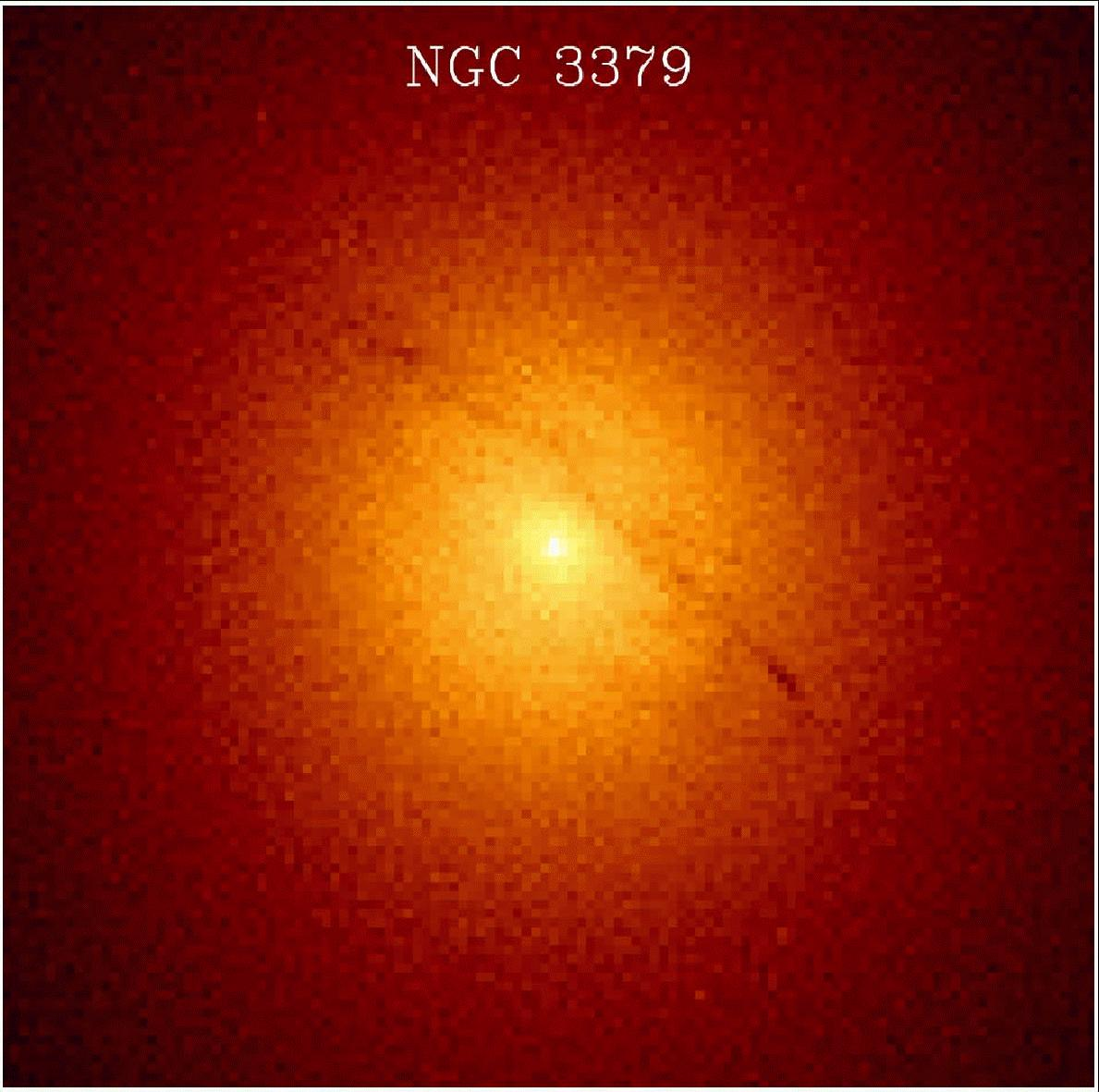
M105